# Luzifer
Luzifer és una pel·lícula de terror sobrenatural austríaca del 2021 escrita i dirigida per Peter Brunner. Protagonitzada per Susanne Jensen i Franz Rogowski, la pel·lícula se centra en un home que viu en una cabana alpina aïllada amb la seva mare i la seva àguila mascota, la seva relativa pau i fe es trenca a mesura que comencen a desenvolupar-se al seu voltant estranys i cada cop més sinistres esdeveniments sobrenaturals.
La pel·lícula es va estrenar l'agost de 2021 al Festival Internacional de Cinema de Locarno, abans d'estrenar-se als Estats Units al Fantastic Fest el mes següent. Allà Franz Rogowski va rebre el premi al millor actor pel seu paper de "Johannes". L'octubre de 2021, Rogowski va ser guardonat com a millor actor per aquest paper ex-aequo amb Caleb Landry Jones (Nitram) al LIV Festival Internacional de Cinema Fantàstic de Catalunya. També Susanne Jensen va ser guardonada com a millor actriu pel seu paper de "Maria" ex-aequo amb Noomi Rapace (Lamb) al mateix festival.

## Argument
Maria (Susanne Jensen) viu aïllada a les muntanyes amb el seu fill adult discapacitat mental Johannes (Franz Rogowski). El seu marit va morir. La seva vida quotidiana està determinada pels rituals religiosos i la familiaritat. El millor amic de Johannes és l'àguila Arthur. Quan la zona està a punt de convertir-se en estació d'esquí, el diable desperta. Maria intenta protegir el seu fill. La fe, la confiança, la impotència i la infantesa esdevenen una barreja explosiva. L'exorcisme és la solució? On és el diable?

## Repartiment
- Susanne Jensen com a Maria
- Franz Rogowski com a Johannes
- Monika Hinterhuber com a veterinari
- Theo Blaickner com a Theo
- Erwin Geisler com a Landvermesser
- Clemens Göbl com a Landvermesser
- Markus Eibl com a Einsiedler

## Recepció
La resposta de la crítica a Luzifer ha estat majoritàriament positiva, amb molts crítics elogiant la pel·lícula per les seves actuacions, l'atmosfera i els temes madurs.
Noel Murray, del Los Angeles Times, va elogiar l'actuació i el director de fotografia de Rogowski, anomenant-lo "un retrat inflexible, a l'estil Werner Herzog, de persones que viuen als marges de la societat".

## Premis
- 2021: Boccalino d'Oro al director Peter Brunner al Festival Internacional de Cinema de Locarno[10]
- 2021: Millor actor per Franz Rogowski (Luzifer i Freaks Out) Fantastic Fest, Austin[11]
- 2021: Millor actriu per Susanne Jensen ex-aequo amb Noomi Rapace (Lamb) al Sitges Film Festival[12][5]
- 2021: Millor actor per Franz Rogowski ex-aequo amb Caleb Landrey Jones (Nitram) al Sitges Film Festival[13]
- 2022: Millor llargmetratge al Pendance Film Festival, Toronto, Canadà[14][15]